# بيريزنيكي
بيريزنيكي (بالروسية: Березники) هي إحدى مدن روسيا في الكيان الفدرالي الروسي بيرم كراي.